# Hörkules
Der Hörkules ist ein deutscher Hörbuch-Preis, den der Buchhandel gestiftet hat.

## Allgemeines
Der Hörkules ist der Hörbuch-Publikumspreis des deutschen Buchhandels. Von 2001 bis 2006 wurde er auf der Leipziger Buchmesse verliehen, von 2007 bis 2017 auf der WDR-Hörbuchgala zur Verleihung des Deutschen Hörbuchpreises und seit 2018 wieder auf der Leipziger Buchmesse.
Der künftige Preisträger wird in zwei Wahlgängen gewählt, in denen Hörer (per Online-Voting und per Postkartenwahl) zuerst aus einer 30 Titel umfassenden Longlist, anschließend aus einer auf 10 Titel reduzierten Shortlist wählen.
Seit 2008 wird auch der Kinder-Hörbuch-Preis Hörkulino verliehen.

## Preisträger Hörkules
- 2001 Harry Potter und der Stein der Weisen (Sprecher: Rufus Beck)
- 2002 Der Herr der Ringe (Sprecher: Rufus Beck, Matthias Haase, Klaus Herm u. v. a.; Regie: Bernd Lau)
- 2003 Der kleine Prinz (Sprecher: Ulrich Mühe)
- 2004 Der Steppenwolf (Sprecher: Manfred Zapatka, Dieter Mann, Rolf Hoppe u. a.)
- 2005 Die Päpstin (Sprecher: Angelica Domröse, Hilmar Thate, Thomas Holtzmann u. a.; Regie: Walter Niklaus)
- 2006 Nurejews Hund (Sprecherin: Elke Heidenreich; Regie: Leonie von Kleist)
- 2007 Der Schatten des Windes von Carlos Ruiz Zafón, (Sprecher: Matthias Schweighöfer, Michael Habeck u. a.; Regie: Martin Zylka)
- 2008 Die Säulen der Erde von Ken Follett (Sprecher: Joachim Kerzel)
- 2009 Tintentod von Cornelia Funke (Sprecher: Rainer Strecker)
- 2010 Der Hobbit von J. R. R. Tolkien (Sprecher: Gert Heidenreich)
- 2011 Stadt der Engel von Christa Wolf (Sprecherin: Christa Wolf)
- 2012 Verwesung von Simon Beckett (Sprecher: Johannes Steck)
- 2013 Ziemlich beste Freunde von Philippe Pozzo di Borgo (Sprecher: Frank Röth)
- 2014 Der Hundertjährige, der aus dem Fenster stieg und verschwand von Jonas Jonasson (Sprecher: Matthias Habich, Rosemarie Fendel u. a.)
- 2015 Ist das ein Witz? (Sprecher: Eckart von Hirschhausen, Jürgen von der Lippe)
- 2016 Passagier 23 von Sebastian Fitzek (Sprecher: Simon Jäger)
- 2017 Der Pfau[1] von Isabel Bogdan (Sprecher: Christoph Maria Herbst)
- 2018 Die Nordseedetektive. Der versunkene Piratenschatz von Bettina Göschl, Klaus-Peter Wolf (Sprecher: Robert Missler)
- 2019 Frisch hapeziert von Hape Kerkeling (Sprecher: Hape Kerkeling)
- 2020 Sherlock Holmes – Das Haus mit den Zwingern von Marc Gruppe nach Sir Arthur Conan Doyle und Herman Cyril McNeile (Sprecher: Joachim Tennstedt, Detlef Bierstedt, Sigrid Burkholder u. a.)
- 2021 Krabat von Marc Gruppe nach dem Sagenbuch des Königreichs Sachsen (Sprecher: Peter Weis, Tom Raczko, Axel Lutter, Sascha Wussow und Edda Fischer u. a.)

## Preisträger Hörkulino
- 2008 Harry Potter und der Halbblutprinz (Sprecher: Rufus Beck)
- 2009 Die kleine Hexe von Otfried Preußler (Sprecher: Laura Maire, Jens Wawrczeck, Andreas Pietschmann u. a.; Regie: Annette Kurth)
- 2010 Bis(s) zum Ende der Nacht von Stephenie Meyer (Sprecher: Ulrike Grote, Peter Jordan)
- 2011 Abenteuer & Wissen. Professor Grzimek: Ein Leben für die Serengeti von Theresia Singer
- 2012 Artemis Fowl – Der Atlantis-Komplex von Eoin Colfer (Sprecher: Rufus Beck)
- 2013 Gespenster gibt es doch! von Kate Klise (Sprecher: Rolf Becker, Anne Moll u. a.)
- 2014 Der Zauberer von Oz von Lyman Frank Baum (Sprecher: Christian Wolff, Ingrid van Bergen, Anja Kruse, Julia Stoepel u. a.)
- 2015 Ronja Räubertochter von Astrid Lindgren (Sprecher: Ulrich Noethen)
- 2016 Der kleine Prinz von Antoine de Saint-Exupéry (Sprecher: Stefan Kaminski)
- 2017 Das kleine Mädchen mit den Schwefelhölzern[2] von Hans Christian Andersen (Sprecher: Marianne Mosa, Maximiliane Häcke, Peter Weis, Christian Stark u. v. a.)
- 2018 Besser als Busfahren von Renate Bergmann (Sprecherin: Carmen-Maja Antoni)
- 2019 Als die Tiere den Wald verließen von Colin Dann (Sprecher: Uve Teschner)
- 2020 Weißt du, wo die Tiere wohnen von Peter Wohlleben (Sprecher: Hans Löw)
- 2021 Der kleine Vampir im Jammertal von Angela Sommer-Bodenburg (Sprecherin: Katharina Thalbach)